# Aliso Viejo, Kalifornija
Aliso Viejo je grad u američkoj saveznoj državi Kalifornija. Prema popisu stanovništva iz 2010. u njemu je živjelo 47,823 stanovnika.